# Huracán Football Club (Goya)

Escudo de Huracán de Goya

Huracán Football Club  es una institución deportiva oriunda de Argentina, ubicada en la ciudad de Goya, en la Provincia de Corrientes. Su principal actividad es el Fútbol. Es el actual Campeón de la Liga Goyana de Fútbol. 
Durante su historia deportiva, ha logrado disputar varios torneos nacionales como el Torneo Federal B y Torneo Argentino B. También jugó varias ediciones del Torneo Regional, campeonato nacional que en su momento fue organizado por la Asociación del Fútbol Argentino (AFA).
Es la entidad deportiva más laureada de la Liga Goyana de Fútbol, con 56 títulos. También ha ganado el Provincial de Clubes de Primera y la Recopa Correntina.

## Historia
Por iniciativa de un grupo de entusiastas y amantes del fútbol entre ellos estaban Ramón Cacique Oviedo, Alegría Romero, Máximo Bayano Oviedo, Carlos Bernasconi, Pedro Celestino Cassabone, entre ellos se encontraba con tan solo 6 años Doña María Ester Carestia de Oviedo más conocida como "Maruca", quien estuvo presente el día que se fundó oficialmente el Club Huracán de Goya el 1 de junio de 1923, que luego con el paso del tiempo se convirtió en la primera mujer en integrar una comisión de fútbol en la ciudad de Goya. Lamentablemente Doña Maruca falleció el 17 de enero del 2013. Una persona que siempre quiso ver a su Huracán de la mejor manera, una de las últimas visitas de ella a su amado club se dio en el día de su cumpleaños N.º 95 más precisamente el 11 de enero del 2012, donde entremezclada con alegría y lágrimas vio el gran crecimiento de su querido Huracán, con sus propias palabras decía que el mejor regalo que le pudieran hacer era llevarla al estadio sabalero. La institución celeste está ubicada en Avenida Madariaga N°365 en el sector norte de la Ciudad de Goya gracias a una gran gestión y lucha de Doña Maruca para conseguir el predio en dicho lugar.
Los colores se tomaron de los de nuestra enseña patria y el nombre fue idea de don Alegría Romero, el primer presidente de Huracán, quién era simpatizante del club Huracán de la Capital Correntina.

## Palmarés
- Liga Goyana de Fútbol Campeonatos Oficiales (53): 1932, 1934, 1938, 1941, 1942, 1949, 1951, 1953, 1957, 1958, 1960, 1961, 1962, 1968 (2), 1970, 1971 (2), 1972 (2), 1973 (2), 1975, 1976, 1982, 1983, 1985, 1986, 1987, 1988, 1990 (2), 1992 (2), 1996, 1999 (2), 2000, 2003 (2), 2005, 2007, 2009, 2010, 2011, 2012, 2014, 2017, 2018, 2021, 2022, 2023 (2)[2]

- Provincial de Clubes de Primera (1): 2017.

- Recopa Correntina (1): 2018.

- Futbol Femenino  (1): 2021